# تل شعير (سمعان)
تل شعير  قرية سوريّة تتبع إداريّاً لمحافظة حلب منطقة جبل سمعان ناحية مركز جبل سمعان، بلغ تعداد سكانها 2,043 نسمة حسب التعداد السكاني لعام 2004.